# Гуарек
Гуаре́к (фр. Gouarec, брет. Gwareg) — коммуна во Франции, находится в регионе Бретань. Департамент — Кот-д’Армор. Входит в состав кантона Ростренен. Округ коммуны — Генган.
Код INSEE коммуны — 22064.

## География
Коммуна расположена приблизительно в 420 км к западу от Парижа, в 115 км западнее Ренна, в 45 км к юго-западу от Сен-Бриё.
Вдоль южной границы коммуны проходит канал Нант — Брест, а вдоль восточной границы протекает река Блаве.

## Население
Население коммуны на 2016 год составляло 908 человек.
| 1962 | 1968 | 1975 | 1982 | 1990 | 1999 | 2008 | 2016 |
| ---- | ---- | ---- | ---- | ---- | ---- | ---- | ---- |
| 721  | 771  | 819  | 1012 | 1026 | 953  | 947  | 908  |

## Экономика
В 2007 году среди 474 человек в трудоспособном возрасте (15—64 лет) 249 были экономически активными, 225 — неактивными (показатель активности — 52,5 %, в 1999 году было 58,6 %). Из 249 активных работали 234 человека (119 мужчин и 115 женщин), безработных было 15 (3 мужчин и 12 женщин). Среди 225 неактивных 105 человек были учениками или студентами, 53 — пенсионерами, 67 были неактивными по другим причинам.

## Достопримечательности
- Часовня Сен-Жиль (XVI—XVIII века). Исторический памятник с 1926 года[3]
- Бывший охотничий домик герцогов Роан. Исторический памятник с 1925 года[4]

## Фотогалерея

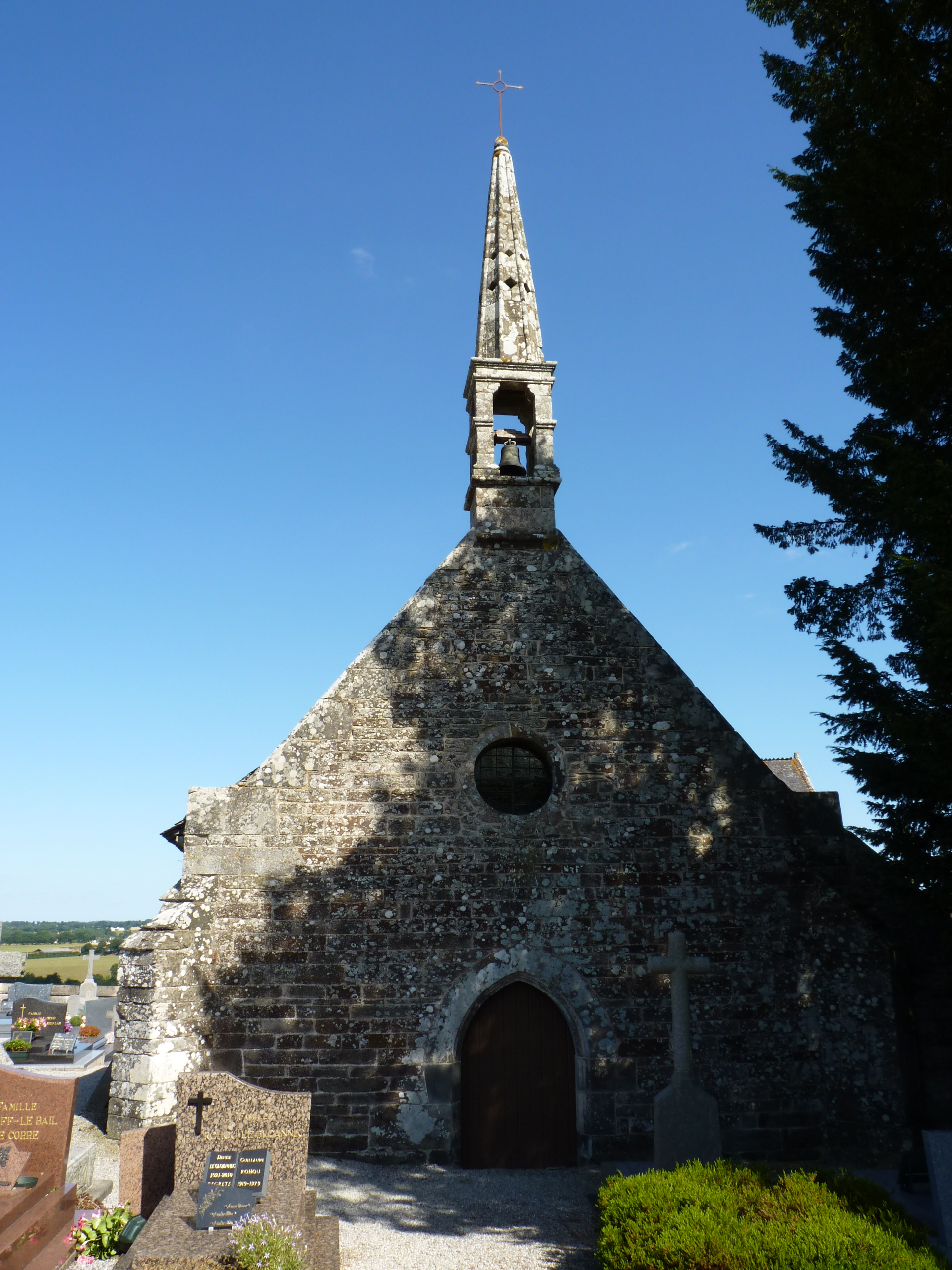
Часовня Сен-Жиль
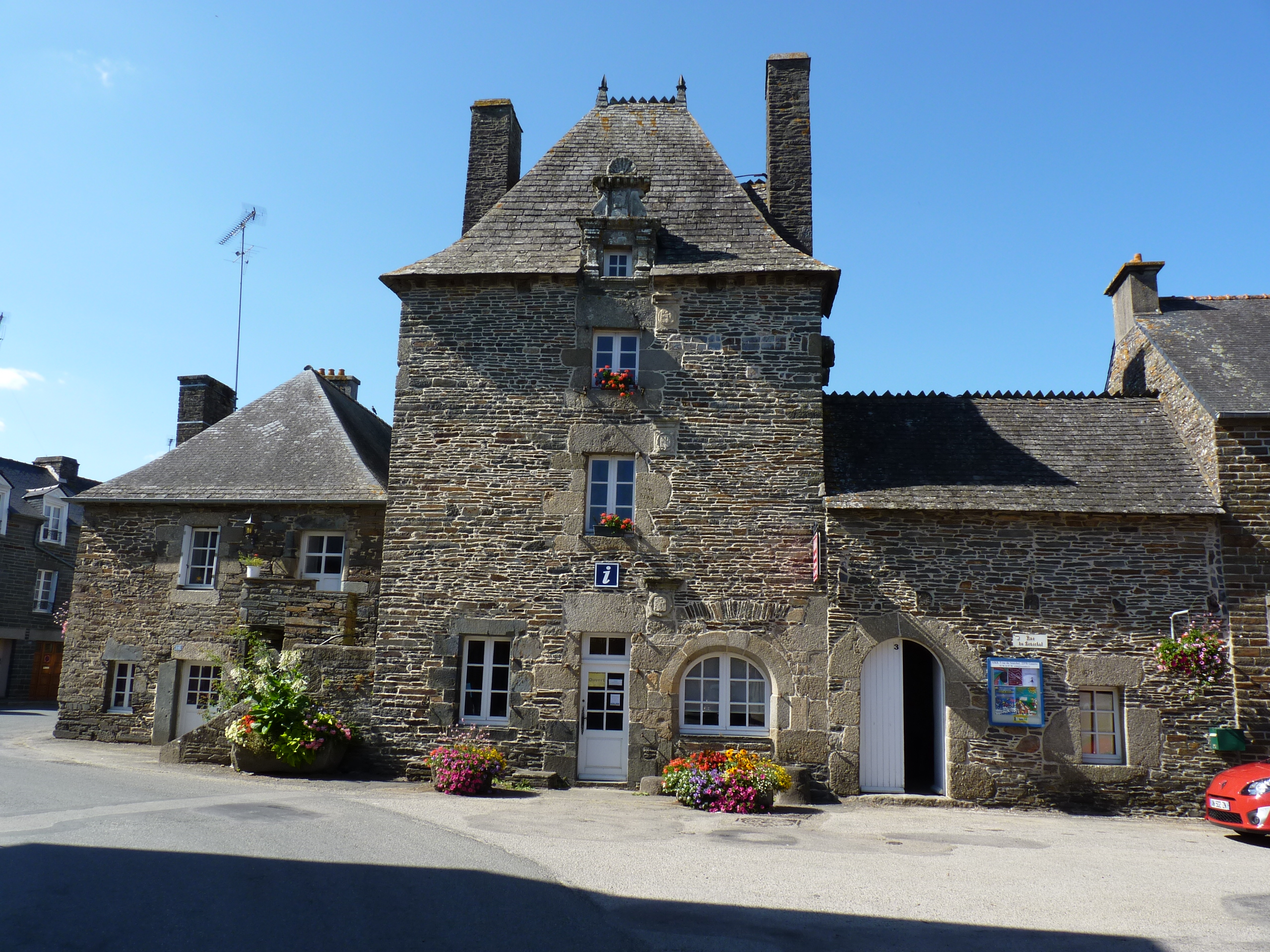
Бывший охотничий домик герцогов Роан
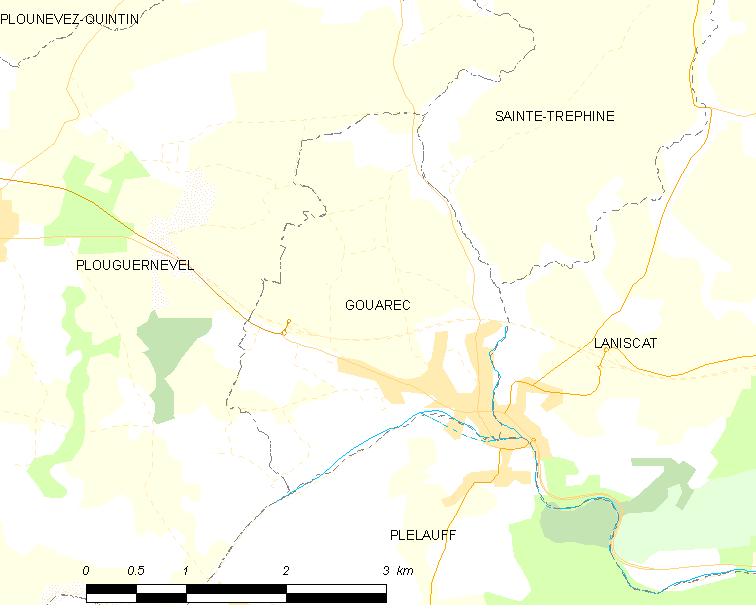
Карта коммуны